# La Liga de 1979–80
A La Liga de 1979–80 foi a 49º edição da Primeira Divisão da Espanha de futebol. Com 18 participantes, o campeão foi o Real Madrid.